# Ромул и Рем
Ромул (лат. Romulus) и Рем (лат. Remus) су, по римској митологији браћа близанци, синови бога рата Марса и весталке Рее Силвије, оснивачи Рима, а Ромул је био и први римски краљ.

## Митологија
Тројански јунак Енеја је после пада Троје дуго лутао по свету, и напокон је своје уточиште пронашао у Италији, у Лацију, где је основао град Албу Лонгу.
После смрти Енеја, Алба Лонгом су владали његови потомци, а када је на престо дошао Енејев потомак Нумитор, са престола га је свргнуо брат Амулије. По преузимању престола, Амулије је убио Нумиторовог сина, а његову кћерку Реу Силвију послао у храм богиње кућног огњишта Весте. Амулије је Реу Силвију поставио за „весталку“ - свештеницу Весте, јер је знао да се „весталке“ не смеју удавати, па ће Нумитор остати без потомака који би једном могли затражити право на престо Алба Лонге.
И мада је Реа Силвија била свештеница у њу се заљубио бог рата Марс, и она му је ускоро родила близанце - Ромула и Рема. Када је краљ Амулије сазнао шта се догодило, бојећи се да ће му браћа, када одрасту, одузети власт, наредио је своме робу да близанце баци у реку Тибар. Ромула и Рема је роб ставио у корпу и спустио у реку, али је вода корпу са браћом избацила на обалу реке, у подножју Палатина, једног од седам брежуљака. У близини обале је била вучица Мартиа - Марсова вучица која је данас симбол града Рима - и чувши плач деце дошла је и нахранила их је својим млеком.
Након некога времена пастир Фаустул је, чувајући своја стада, пролазио поред пећине на брду Палатину изнад Тибра, и спазио где вучица доји два мала дечака. Причекао је да их вучица нахрани, и да се удаљи од пећине, а онда је ушао и однео дечаке у своју колибу. Ака Ларенција, жена Фаустула је одлучила да их усвоји јер они нису имали деце, и назва их Ромул и Рем. Фаустул их је, уз помоћ своје жене Аке Ларенције, одгојио, а да није ни знао да су то синови бога Марса и весталке Рее Силвије, дечаци којима је судбина одредила да буду оснивачи града Рима.
Када су Ромул и Рем одрасли, и сазнали истину, отишли су до краља Амулија и свргнули га са власти, тако што је Ромул убио краља Амулија и власт вратио свом деди Нумитору.
После неког времена Ромулу и Рему се учинило да је Алба Лонга мали град и одлучили су да оснују нови, већи град. Када је требало да се одлуче ко је тај који ће бити оснивач града, договорили су се да онај који угледа више птица, буде оснивач новог града, и тиме су одлуку препустили боговима.
Ромул се попео на брежуљак Палатин, а Рем на Авентин, и богови тада одлучише да Ромул угледа дванаест, а Рем шест птица, па је тако Ромулу припала част да оснује нови град. Он се тада прихвати плуга и заора бразду око брежуљка Палатина да би избаченом земљом из бразде одредио зидине будућег града. Рем, видевши малени земљани зид, а завидан на брата, прескочио је „зид“, а Ромул, који није могао поднети понижење да било ко, па и рођени брат непозван уђе у још несаграђен град, потегну оружје и убије Рема, говорећи му: „Нека свако овако прође ко пређе моје зидове.“
Ромул је, 21. априла 753. п. н. е., сам завршио град и дао му име Рома - Рим. Ромул је постао први краљ града Роме и у то ново насеље примао је све пастире из околине, луталице, као и избеглице из Лација.